# إدي أوخيدا
إدي أوخيدا (بالإنجليزية: Eddie Ojeda) هو عازف قيثارة أمريكي، ولد في 5 أغسطس 1955 في نيويورك في الولايات المتحدة.

## وصلات خارجية
- الموقع الرسمي
- إدي أوخيدا على موقع ميوزك برينز (الإنجليزية)
- إدي أوخيدا على موقع ديسكوغز (الإنجليزية)